# Oktáv (keresztnév)
Az Oktáv férfinév a latin Octavus nemzetségnévből ered, mely az octavus számnév származéka, a jelentése nyolcadik (gyerek). Női párja: Oktávia.

## Rokon nevek
- Oktávián:[1] az latin Octavianus név rövidülése, melynek a jelentése az Octavus nemzetséghez tartozó.[2]

## Gyakorisága
Az 1990-es években az Oktáv és az Oktávián szórványos név, a 2000-es években nem szerepelnek a 100 leggyakoribb férfinév között.

## Névnapok
Oktáv, Oktávián
- március 22.
- augusztus 6.